# ФК Портмадог
ФК Портамдог (на английски: Porthmadog Football Club, Портмадог Футбол Клъб; на уелски: Clwb Pêl-droed Porthmadog, Клуб Пеел-дройд Портмадог) е уелски футболен клуб, базиран в едноименния град Портмадог. Играе мачовете си на стадион Ъ Трайт. През сезон 2009 – 2010 г. изпада във второто ниво на уелския футбол Къмри Алианс.

## Успехи
- Носител на купата на Уелс през сезони 1936 – 1937, 1966 – 1967, 1967 – 1968, 1968 – 1969, 1974 – 1975, 1975 – 1976, 1989 – 1990 г.